# IF Björklöven
IF Björklöven je švedski hokejski klub iz Umeåja, ki je bil ustanovljen leta 1970. Z enim naslovom švedskega državnega prvaka je eden uspešnejših švedskih klubov.

## Lovorike
- Švedska liga: 1 (2000/01)

## Upokojene številke
- 9 - Aleksandrs Belavskis
- 23 - Roger Hägglund
- 27 - Tore Ökvist